# Lucas Bergvall
Lucas Erik Holger Bergvall (* 2. února 2006) je švédský fotbalista, který hraje jako záložník za Tottenham Hotspur a švédskou reprezentaci. Před přestupem do Tottenhamu hrál za Brommapojkarnu a Djurgårdens.

## Reprezentační kariéra
Bergvall reprezentoval Švédsko v kategoriích do 15, 17, 19 a 21 let. V seniorské reprezentaci debutoval dne 12. ledna 2024 b přátelském zápase proti Estonsku.